# 基隆市中正區中正國民小學
25°08′09″N 121°45′03″E / 25.135944°N 121.750759°E
基隆市中正區中正國民小學（簡稱中正國小）是一所位於臺灣基隆市中正區的國民小學，由基隆市政府教育處管轄，其源自於1923年（大正12年）建立的「基隆第二尋常小學校」。中正國小位在基隆港東岸，學生最多時超過四千人，但因基隆人口外流，學生陸續減少，而學校目前也是基隆市特殊教育資源中心。

## 校史
中正國小最初是在1923年4月1日成立的「基隆第二尋常小學校」，專門提供給日本人或熟諳日語的臺灣人子弟就讀，學校選址在三沙灣，校地是由馬稠巷（今中船路14巷）東北側坑谷填平；另外，基隆第二公學校（今安樂國小）也在同時設立。在校舍完工前，學生是借用基隆尋常小學校（今仁愛國小）的校舍上課，首屆由基隆尋常小學校撥出6個班級，轉入222人，新生有120人。基隆第二尋常小學校的校舍在1923年7月完工後，學生改到新校舍上課。由於基隆的公學校、小學校都是以第一、第二等序號定名，基隆市役所為了避免學生家長將校名作為學校優劣的依據，於是在1933年4月將校名改以町名為名，基隆第二尋常小學校因此改稱「日新尋常小學校」，名稱來自附近的日新町，但學校實際上是位在入船町。1941年4月1日，學校因臺灣教育令修正而改制為「日新國民學校」，此時的地址為臺北州基隆市入船町一丁目66番地。
二戰後，學校在1946年（民國35年）2月改為基隆市「中正區第一國民學校」，在1951年（民國40年），改稱基隆市「中正國民學校」；由於校舍在基隆大空襲時嚴重受損，校舍直到此時才陸續開始修復。1968年8月1日，因九年國民教育實施而改為「中正國民小學」。

## 歷任校長
日治時期
1. 野村和行：1923年4月~1940年5月[10]（原任仙洞尋常小學校長）
2. 渡邊壽：1940年5月~1945年[11]（原任新莊尋常小學校長）

戰後
1. 蘇淵泉：1946年2月~1947年4月
2. 林煌春：1947年4月~1947年7月
3. 劉木生：1947年8月~1947年9月
4. 曹耀西：1947年10月~1951年8月
5. 謝呈奇：1951年9月~1955年7月
6. 蘇淵泉：1955年8月~1962年4月
7. 李寶福：1962年5月~1973年7月
8. 陳禮崗(代)校長：1973年8月~1973年11月
9. 廖豐卿：1973年8月~1986年9月
10. 簡家裕(代)校長：1986年10月~1987年1月
11. 李聯灼：1977年2月~1992年7月
12. 趙成：1992年8月~1998年7月
13. 楊貴美：1998年8月~2006年7月
14. 陳立國：2006年8月~2010年7月
15. 楊盛錩：2010年8月~2014年8月[12]
16. 林志彥：2014年8月～2022年7月
17. 李欣蓉：2022年8月（現任）